# Hermann Scheffler
Hermann Scheffler (ur. 13 czerwca 1842 w Braniewie, zm. 21 października 1906 w Tczewie) – niemiecki lekarz i filantrop, zasłużony dla Tczewa radca sanitarny, fundator Łazienek Miejskich.

## Życiorys

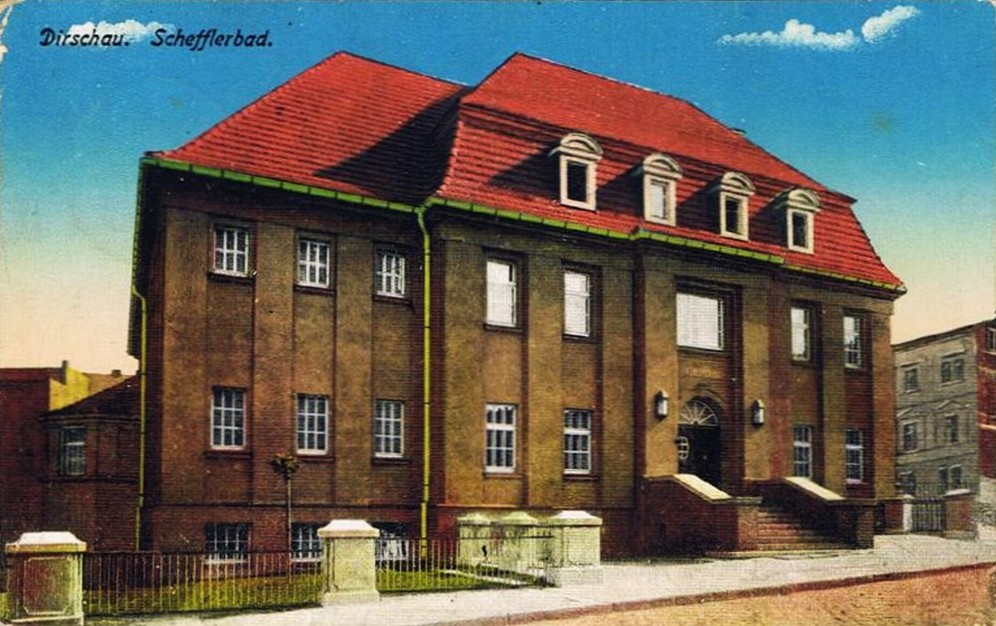
Łazienki Schefflera w Tczewie, ok. 1917

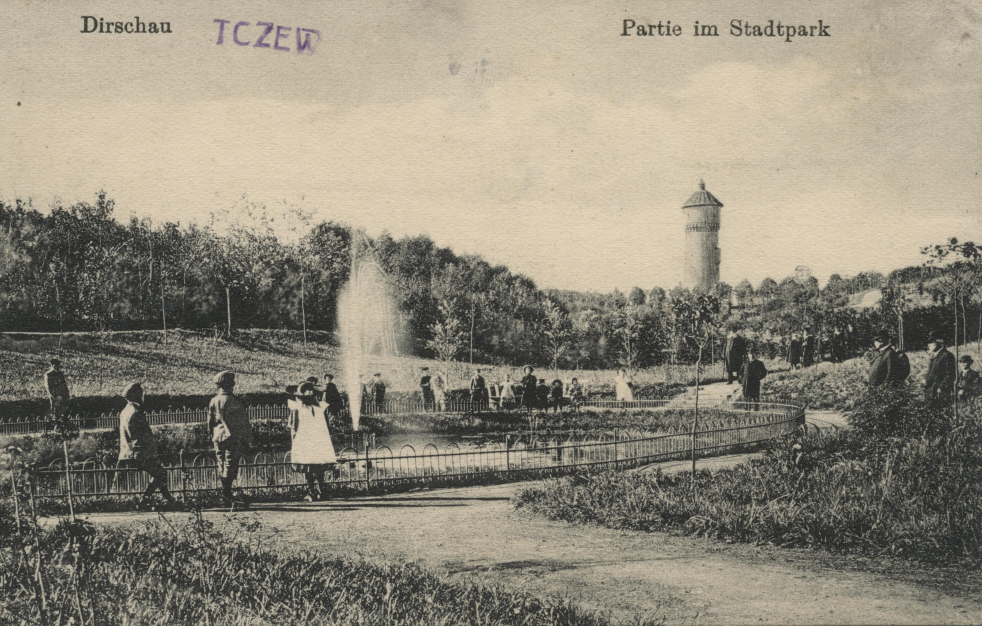
Park miejski, którego był współfundatorem

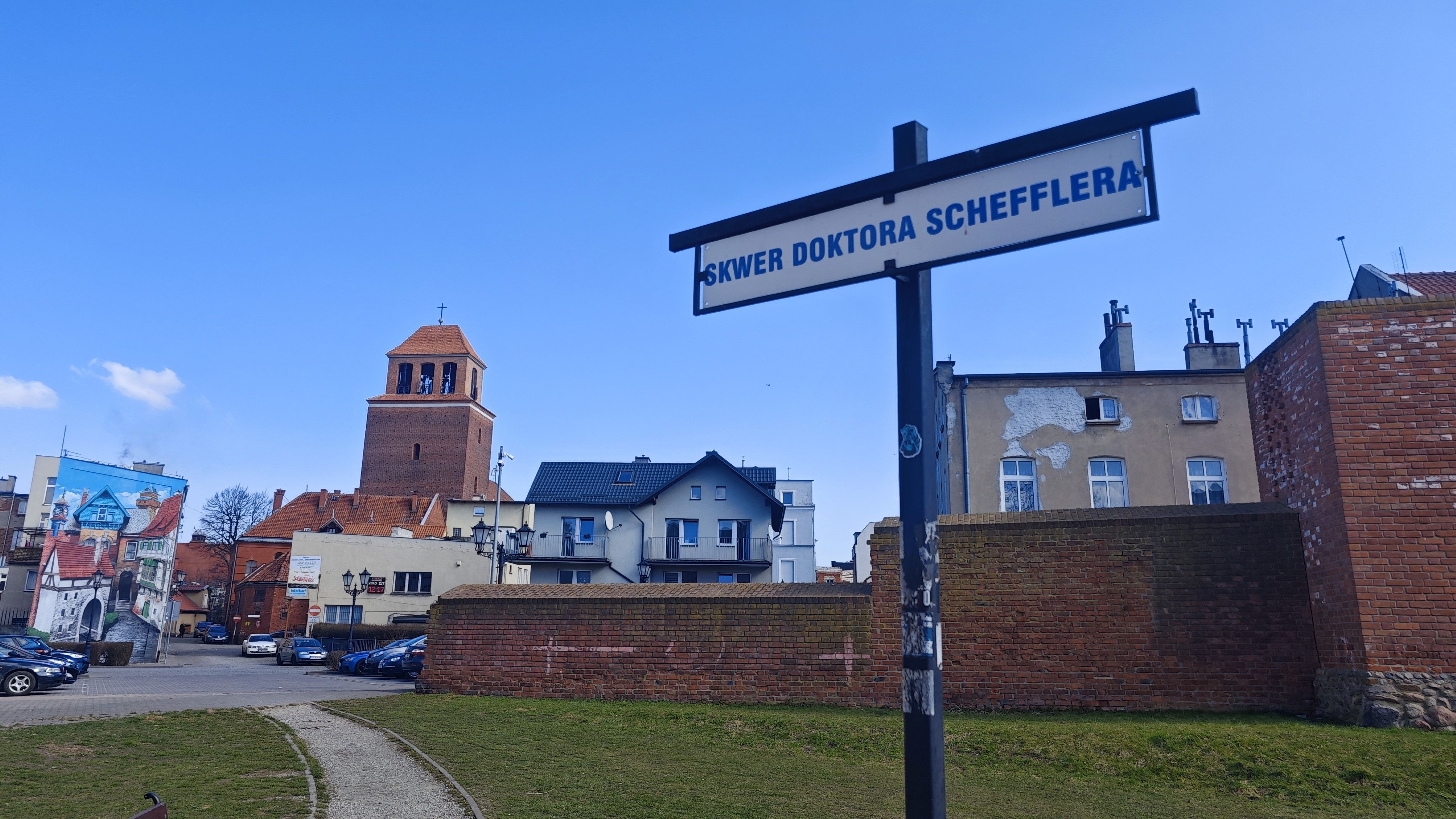
Skwer doktora Schefflera w Tczewie

Urodził się w Braniewie w katolickiej rodzinie strażnika miejskiego. Uczęszczał do znanego Królewskiego Gimnazjum Katolickiego (Königlich-Katholisches Gymnasium) w rodzinnym mieście, szkoły założonej w 1565 przez biskupa Hozjusza. Gimnazjum ukończył wraz z maturą w 1862. Następnie podjął studia w Państwowej Akademii w Braniewie, w uczelni tej znajdował się tylko jeden wydział filologiczno-teologiczny, przygotowujący do stanu kapłańskiego. Studiował jednak w Braniewie zaledwie przez rok, do 1863.
Następnie studiował prawdopodobnie w Berlinie. 21 czerwca 1867 zyskał tamże doktorat z medycyny, na podstawie 32-stronicowej dysertacji w języku łacińskim pt. De urinae mutationibus anomalis (O zmianach anomalnych w moczu). Rozprawa doktorska została wydana w 1867 drukiem w wydawnictwie Berolini w Berlinie.
W 1868 osiedlił się jako lekarz w Tczewie, gdzie mieszkał aż do swojej śmierci w 1906 roku. W latach 1873–1895 był ordynatorem miejskiego szpitala św. Jerzego. Gdy w 1895 roku wybudowany został nowy szpital ewangelicki joannitów, dr Scheffler został jego administratorem, jednocześnie nadal pełniąc funkcję lekarza miejskiego. W praktyce lekarskiej podejmował trudne zadania. Odznaczał się niezwykłą cierpliwością i niestrudzeniem, udzielając porad i lecząc ubogich pacjentów. Jego pacjentami byli głównie pracownicy kolei żelaznej i ich rodziny z okręgu tczewskiego, gdyż rozwój transportu kolejowego na głównej trasie Berlin-Królewiec na ważnym węźle tczewskim generował wiele miejsc pracy i napływ pracowników i ich rodzin (ludność Tczewa w całym XIX wieku wzrosła prawie ośmiokrotnie). To pośród tej grupy społecznej zdobył największe uznanie i szacunek.  
Oprócz tego aktywnie udzielał się w życiu społecznym miasta. Najpierw, w latach 1876–1887 i 1889 pełnił funkcję radnego miasta. Następnie został przewodniczącym rady miasta. Był członkiem komisji rady miejskiej do spraw szkolnictwa i zdrowia. Od 13 marca 1894 roku do stycznia 1905 roku pełnił funkcję pierwszego zastępcy burmistrza (burmistrzem był wówczas Ludwig Dembski). Należał do założonego w 1889 roku Towarzystwa Upiększania Miasta (Verschönerungsverein).     
Umierając w roku 1906 zapisał miastu w testamencie środki finansowe, z których utworzono fundację jego imienia. Ze środków fundacji zakupiono m.in. za 31 000 marek 20 mórg (czyli 5 ha) ziemi. Nowo utworzona część parku otrzymała nazwę „Lasek Schefflera”.
Ponadto w mieście na początku XX w., mimo tworzonej już infrastruktury wodociągów i kanalizacji, wiele uboższych rodzin nie było stać na wyposażenie ich mieszkań w łazienki. Z zapisanego majątku zarząd fundacji Hermanna Schefflera znaczną część kapitału przeznaczył na wybudowanie zakładu higieniczno-leczniczego. Obiekt ten nazwany Schefflerbad, wybudowany został w latach 1910–1912 za kwotę 134 tys. marek. Łazienki Schefflera spełniały nie tylko funkcję sanitarną, ale były dobrze wyposażonym nowoczesny obiektem rekreacyjno-wypoczynkowym dla mieszkańców. Znajdował się w nim basen kąpielowy dla 6–8 osób, rzymska łaźnia parowa, kabiny kąpielowe z wannami, prysznice, gabinety zabiegów leczniczych, błotnych, elektrycznych, solnych, masaży oraz pomieszczenia wypoczynkowe. W holu budynku umieszczono mosiężną tablicę upamiętniającą jej fundatora.

### Życie prywatne
Był żonaty z Anną z domu Schulz, urodzoną 9 lipca 1845 roku w Bysewie (współcześnie osiedle Gdańska, w dzielnicy Kokoszki). Małżeństwo nie miało dzieci. Żona zmarła 1 lipca 1906, dr Scheffler wkrótce po niej, 21 października tego samego roku. Grób Hermanna i Anny Scheffler nie zachował się.

### Upamiętnienie
- W 1913, tj. w roku oddania ich do użytkowania, w budynku Łazienek Miejskich zawieszono tablicę pamiątkowa upamiętniającą fundatora tego obiektu, dr. Schefflera. Tablicę wykonano z brązu, na tablicy widniała inskrypcja: Zum Gedächtnis des geheimen Sanitätsrates Dr Hermann Scheffler – Stifter der Anstalt.
- Od 1913 do 1920 roku obecna ulica Paderewskiego nosiła patronat doktora – nazywała się Schefflerstraße. W okresie II Rzeczypospolitej zmieniono nazwę ulicy na Paderewskiego, w czasie II wojny światowej została ponownie przemianowana na Schefflerstraße, po wojnie zaś na ul. Waryńskiego[6].
- W uznaniu zasług na rzecz rozwoju miasta i działalność dobroczynną został wyróżniony jeszcze za życia tytułem Honorowego Obywatela Miasta Tczewa[11].
- W 2012 decyzją radnych Tczewa jego imieniem został nazwany skwer miejski pomiędzy ulicami Łazienną i Podmurną[12][13].